# Лонђано
Лонђано (итал. Longiano) је насеље у Италији у округу Форли-Чезена, региону Емилија-Ромања.
Према процени из 2011. у насељу је живело 1270 становника. Насеље се налази на надморској висини од 151 м.

## Становништво
| 1951. | 1961. | 1971. | 1981. | 1991. | 2001. | 2011. |
| ----- | ----- | ----- | ----- | ----- | ----- | ----- |
| 4.331 | 4.022 | 4.181 | 4.426 | 4.699 | 5.587 | 6.837 |